# Brognoligo
Brognoligo è una frazione di Monteforte d'Alpone in provincia di Verona. Conta circa 1 200 abitanti ed è situata a 2-3 km a nordest del capoluogo. Ci si arriva proseguendo dalla strada che passa di fianco al municipio.

## Monumenti e luoghi di interesse

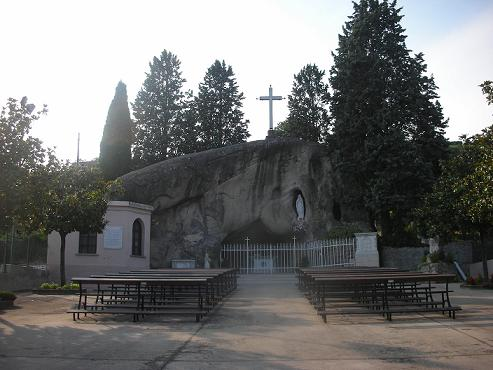
La Grotta di Lourdes

- La vecchia chiesa di Brognoligo. Già menzionata nel 1188 come «Ecclesia Brognanico» nel testamento di Albertino Malacapella, appartenente alla famiglia comitale vicentina, rogato a Montecchia di Crosara il 6 agosto 1188, alla presenza anche dell'arciprete della pieve, Alioto.[1][2]
- La chiesa parrocchiale è dedicata a Santo Stefano. Risale alla prima metà del XIX secolo ed ha al suo interno un altare con ciborio e tempietto in stile barocco. Di notevole interesse sono i due dipinti ai lati del presbiterio: "La visita dei pastori", opera di Pietro Bartolomeo Cittadella, datata 1690 e la Fuga in Egitto del pittore vicentino Giovanni Antonio De Pieri realizzata verso il 1735-40.
- Grotta di Lourdes rifacimento della grotta di Massabielle a Lourdes, costruita nel 1946 sulla collina che domina il paese come ex-voto ed inaugurata nel 1948
- Palazzo Montanari - Durlo. Edificio cinquecentesco al cui interno la "stua grande" riscaldava tutto il palazzo attraverso molti condotti di cotto.

## Manifestazioni
- Sagra delle ciliegie (a fine maggio/inizio giugno)[3]